# Hans Peter Christian Møller
Hans Peter Christian Møller (2. listopadu 1810, Helsingør – 18. října 1845, Řím) byl dánský malakolog a inspektor severního Grónska.

## Životopis

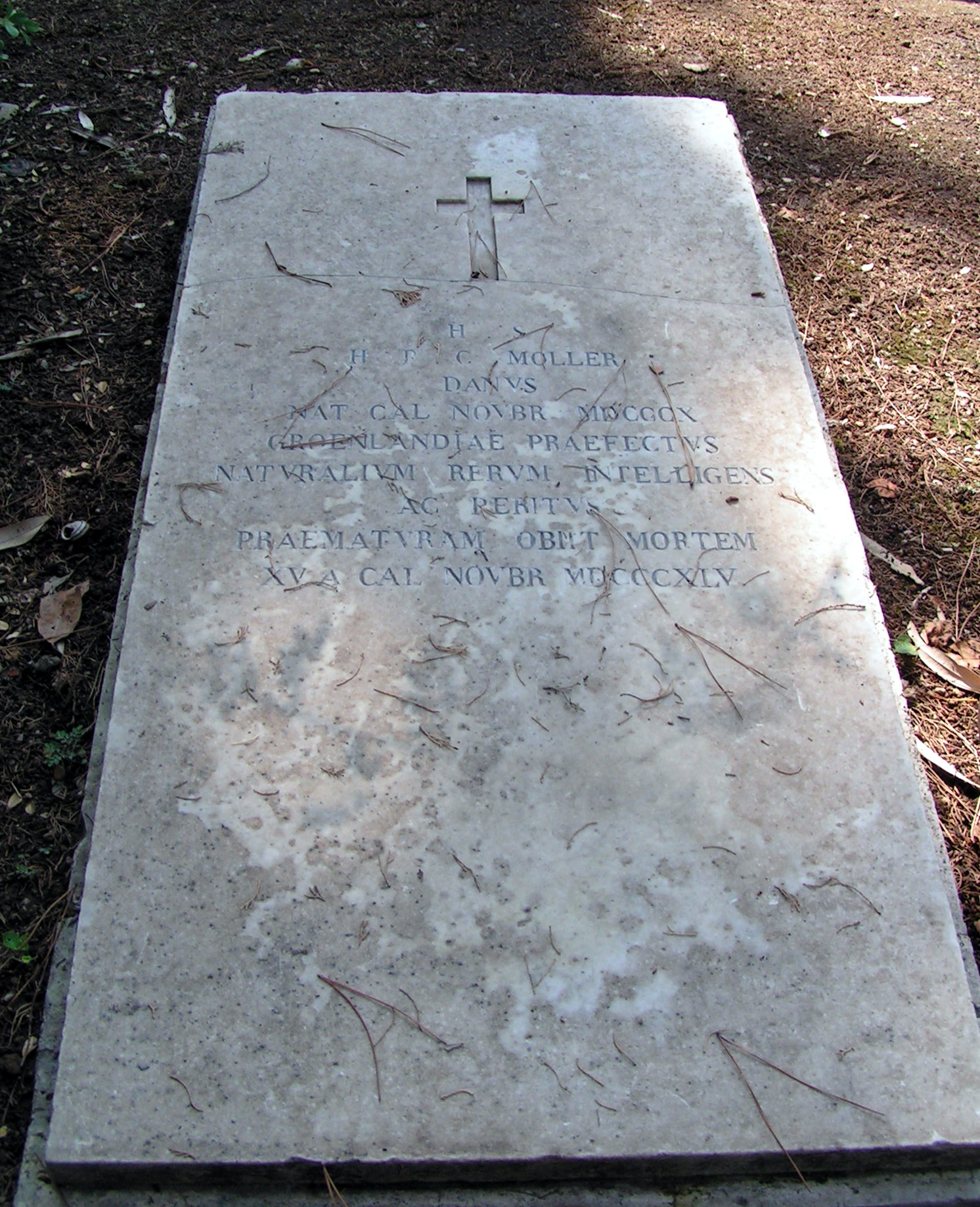
Hrob Hanse Petera Christiana Møllera v Římě

V letech 1822 až 1827 byl Møller žákem Akademie Sorø, kde pak do roku 1837 studoval teologii a získal titul kandidát teologie. Později se stal poručíkem v dánském námořnictvu. V letech 1838 a 1839 pak poprvé cestoval do Grónska z přírodovědeckých důvodů. V roce 1840 prozkoumal pozůstatky Grænlendingarů (skandinávských osadníků Grónska, kteří přišli z Islandu) ve fjordu Ameralik. V roce 1842 napsal dílo Index Molluscorum Grönlandiae, v němž vyjmenoval všechny měkkýše Grónska. V roce 1843 byl jmenován inspektorem pro severní Grónsko, avšak zemřel v Římě v roce 1845 ve věku pouhých 34 let. Zde je pohřben v Cimitero Acattolico, kde je na jeho náhrobní desce vyryto následující:
„H S
 H P C MOLLER 
 DANVS

NAT CAL NOVBR MDCCCX
GROENLANDIAE PRAEFECTVS
NATVRALIVM RERVM INTELLIGENS
AC RERITUS
PRAEMATVRAM OBMT MORTEM
XV A CAL NOVBR MDCCCXLV“

ZDE LEŽÍ

H P C MOLLER

DÁN

NAROZEN V LISTOPADU 1810

GRÓNSKÝ PREFEKT

VĚDEC PŘÍRODNÍCH VĚD

AC RERITUS

PŘEDČASNĚ ZEMŘEL

15. LISTOPADU 1845